# Pyrrhoglossum yunnanense
Pyrrhoglossum yunnanense är en svampart som beskrevs av P.G. Liu 1995. Pyrrhoglossum yunnanense ingår i släktet Pyrrhoglossum och familjen spindlingar.   Inga underarter finns listade i Catalogue of Life.